# Wadsim Kaptur
Wadsim Kaptur (belarussisch Вадзім Каптур, russisch Вадим Каптур/Wadim Kaptur, * 12. Juli 1987 in Minsk) ist ein belarussischer Wasserspringer. Er tritt in den Disziplinen 10-m-Turm- und 10-m-Synchronspringen an.
Seinen ersten internationalen Wettkampf bestritt er bei den Schwimmweltmeisterschaften 2005 in Montreal. Bislang konnte er drei Medaillen bei Schwimmeuropameisterschaften gewinnen. 2008 in Eindhoven gewann er zusammen mit Alexander Warlamow Silber im 10-m-Synchronspringen, 2010 in Budapest konnte er zweimal Bronze gewinnen, im Einzel vom 10-m-Turm und zusammen mit Timofei Hordejtschik im 10-m-Synchronspringen.
Er nahm an den Olympischen Spielen 2008 in Peking teil und erreichte dort im Turmspringen das Halbfinale.